# Mont Karadağ
Pour l’article homonyme, voir Kara Dag.
Ne doit pas être confondu avec Karaca Dağ.
Le Karadağ (littéralement : « Montagne noire ») est un volcan éteint s'élevant dans la province de Karaman, en Turquie.

## Géographie

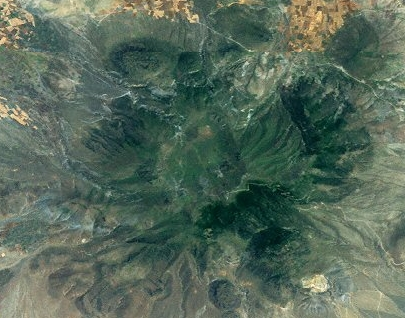
Le mont Karadağ, photo prise par le satellite Landsat.

Le cratère du volcan, qui est maintenant un champ de lave (en), est situé à environ 25 km au nord de Karaman et à une altitude de 1 610 m.
Le sommet de la montagne est à 2,25 km à l'est de cette plaine et culmine à une altitude de 2 288 m. Étant donné que l'altitude moyenne des plaines de Karaman est d'environ 1 010 m, la hauteur du pic par rapport à la zone environnante est supérieure à 1 200 m. Au début du XXe siècle, il existait encore sur la montagne un lac de cratère mais qui s'est complètement asséché.
La forme de la montagne est à peu près conique avec un diamètre à la base de 15 kilomètres.

## Histoire
Les pentes du volcan ont toujours été habitées. En fait, Çatal Höyük (environ 7500 av. J.-C.), l'un des premiers peuplements néolithiques d'Anatolie, est situé au nord-ouest du volcan, et des inscriptions hittites ont été découvertes sur les collines au sud-est de la montagne,. La montagne s'appelait Boratinon à la fin de l'Antiquité. L'ancienne Derbé, qui est l'une des villes visitées par l'apôtre Paul, est située sur les pentes est de la montagne. Pendant les premiers âges du christianisme, les villes sur les pentes de la montagne étaient des centres religieux. Il y a des ruines d'anciennes agglomérations byzantines tout autour de la montagne dans une région qui s'appelle Binbirkilise (littéralement : « Mille et une églises »). Cependant, après que le christianisme eut été bien établi dans les grandes villes, les lieux habités sur cette montagne ont perdu leur importance religieuse.  

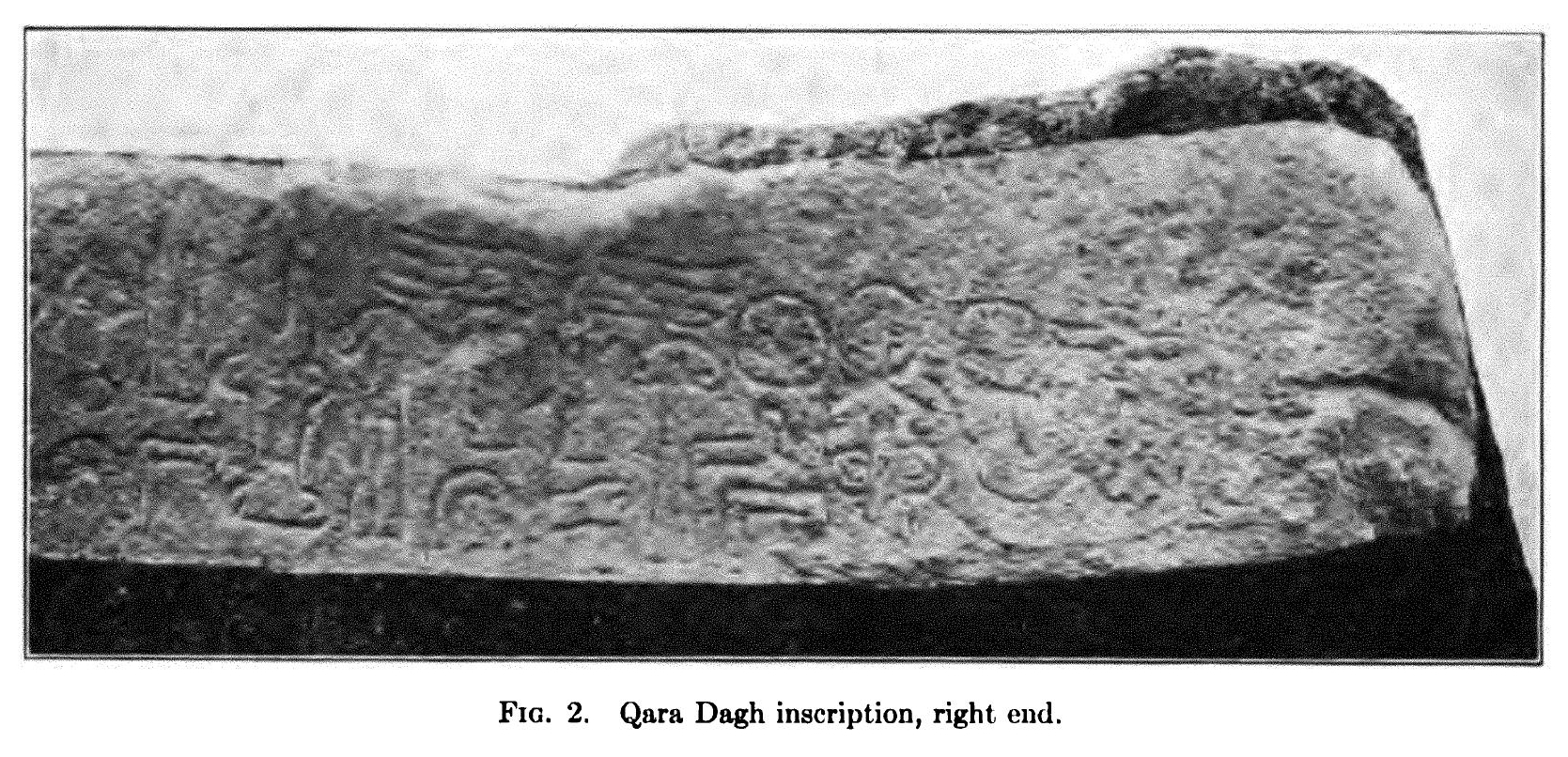
Inscriptions hittites.
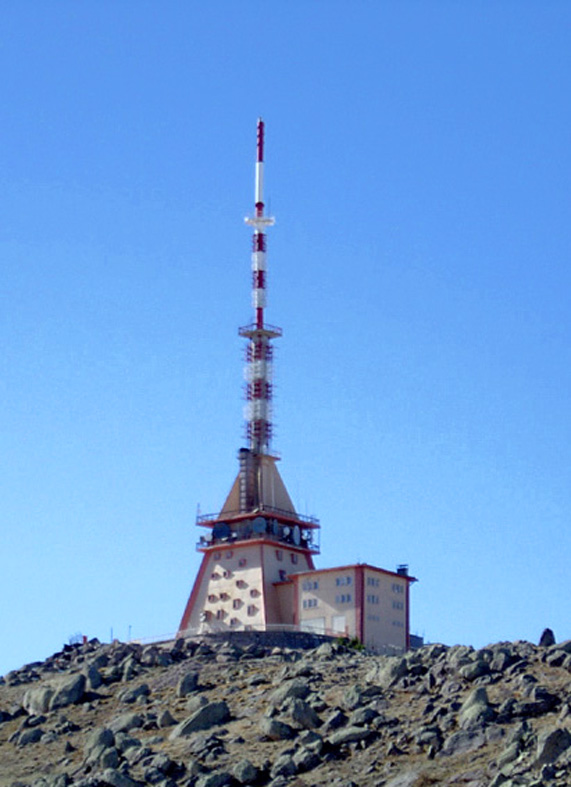
Station émettrice de télévision.